# Acta Entomologica Silesiana

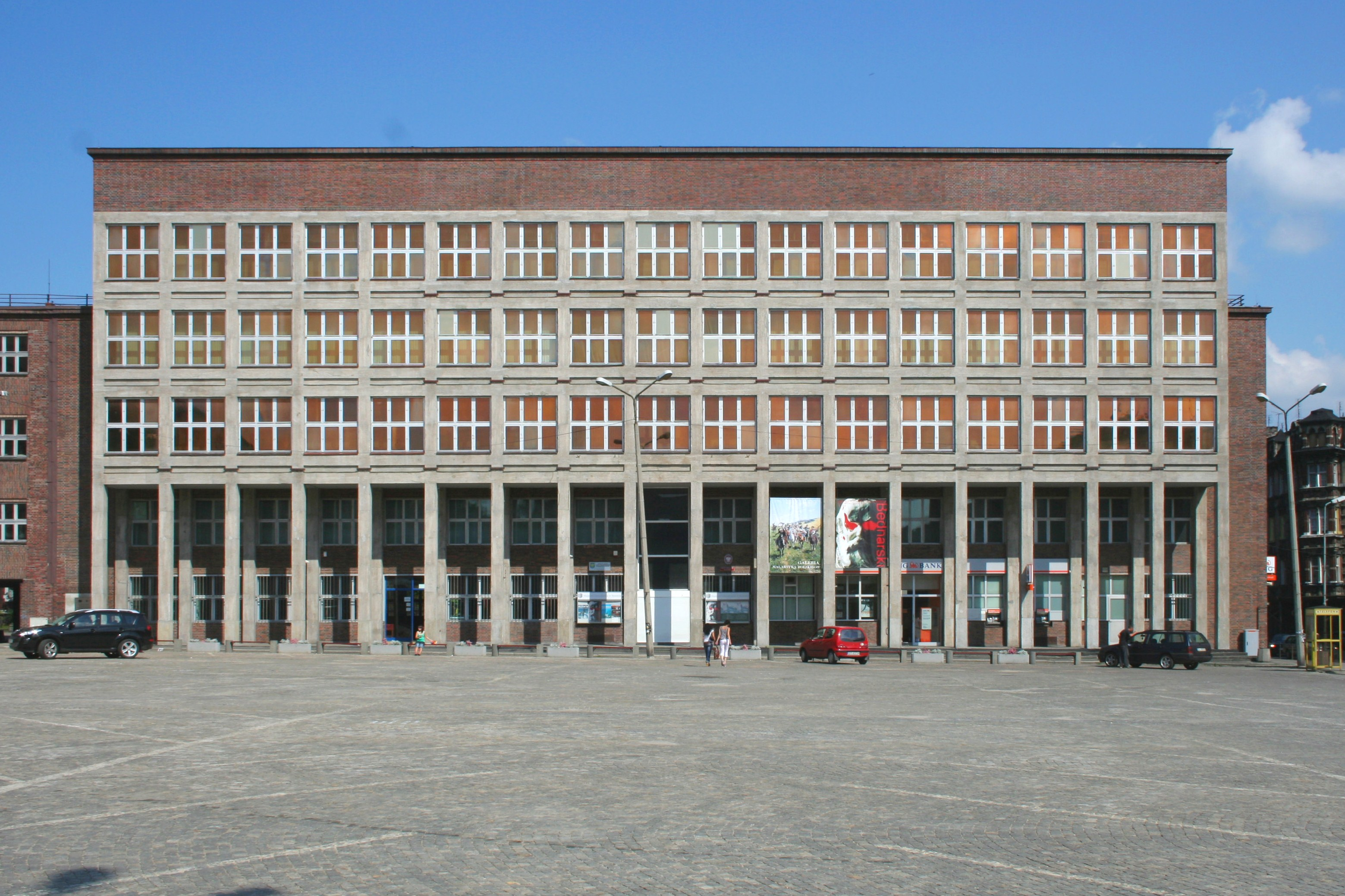
Muzeum Górnośląskie w Bytomiu, siedziba redakcji (2009)

Acta entomologica silesiana (Acta entomol. sil.), PL ISSN 1230-7777, ISSN 2353-1703 (online) – rocznik naukowy, wydawany w Bytomiu przez Śląskie Towarzystwo Entomologiczne od 1993 roku, poświęcony entomologii i działalności Towarzystwa.
Na łamach Acta entomologica silesiana publikowane są oryginalne prace z dziedziny faunistyki i taksonomii owadów oraz historii entomologii, krótkie doniesienia naukowe, biografie entomologów, sprawozdania naukowe, artykuły metodyczne i podsumowania dotyczące szeroko rozumianej tematyki entomologicznej, recenzje oraz ogłoszenia i reklamy. Prace publikowane są na bieżąco w wersji elektronicznej on-line, wersja drukowana ukazuje się raz w roku.

## Redaktor naczelny[3]
- dr hab. prof. UG Jacek Szwedo

## Redakcja[3]
- prof. Jarosław Buszko
- dr Łukasz Depa
- dr Roland Dobosz
- dr hab. Daniel Kubisz
- Adam Larysz
- dr Andrzej Palaczyk
- dr Artur Taszakowski

## Rada naukowa[3]
- Levente Ábráham (Rippl-Rónai Museum, Kaposvar, Hungary)
- Horst Aspöck (University of Vienna, Austria)
- Dariusz Iwan (Museum and Institute of Zoology PAS, Warszawa, Poland)
- Iwona Kania (University of Rzeszów, Poland)
- John Oswald (Texas A&M University, USA)
- Alexi Popov (National Museum of Natural History, Sofia, Bulgaria)
- Ryszard Szadziewski (University of Gdańsk, Poland)
- Marek Wanat (Museum of Natural History Wrocław University, Wrocław, Poland)